# Sveriges distrikt

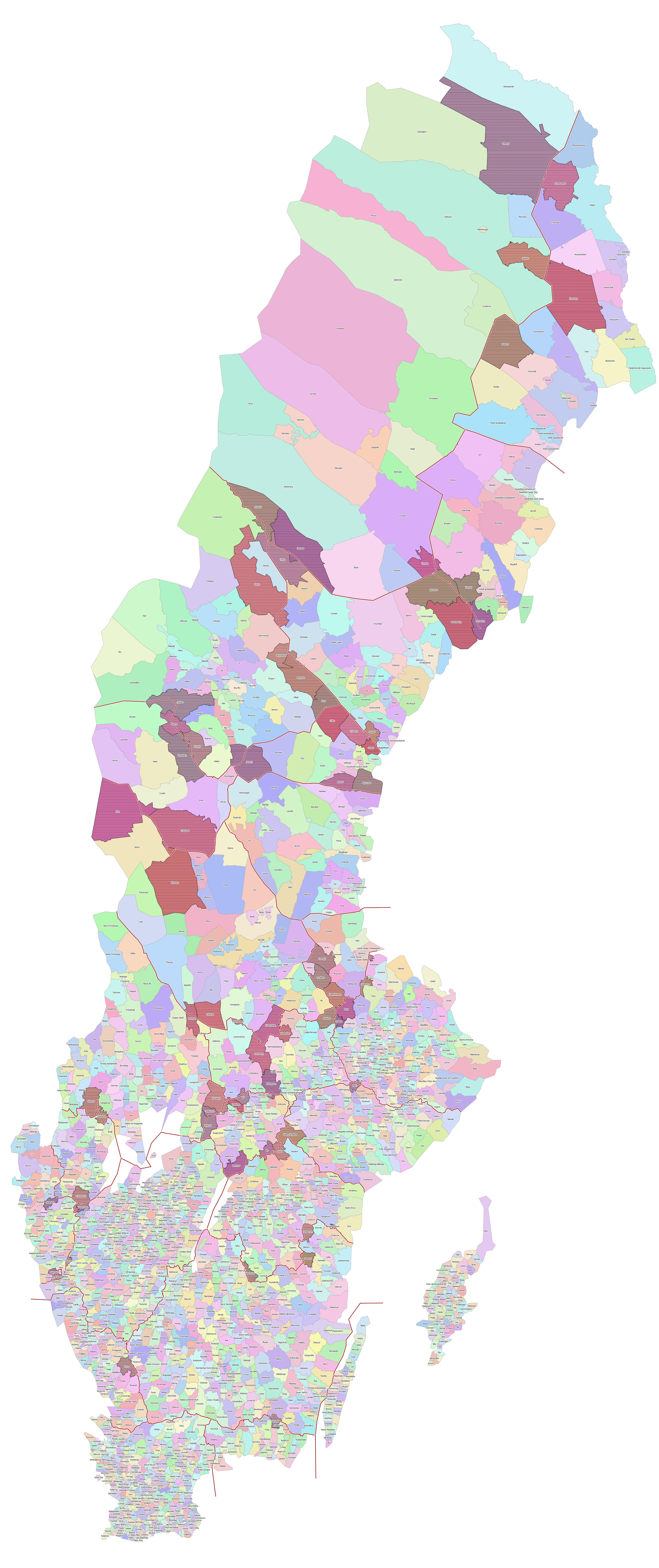
Sveriges distrikt med landskapsgränser inritade.
De distrikt som korsar landskapsgränser är markerade med vågräta streck.

Sveriges distrikt är en geografisk indelning av Sverige, införd den 1 januari 2016, som utgörs av 2 523 områden. Indelningen utgår från den territoriella församlingsindelning som fanns den 31 december 1999 inför att kyrkan och staten skildes åt vid årsskiftet 1999/2000. Församlingarnas territorier har sin grund i den gamla socken- och stadsindelningen. Syftet med distrikten är en oföränderlig indelning som ersätter svenska kyrkans församlingar som registerenhet i folkbokföringen och fastighetsregistret.

## Bakgrund
Vid kommunreformen 1862 delades ansvaret upp för de tidigare socknarna. De borgerliga frågorna överfördes till kommuner och de kyrkliga frågorna, inklusive skolväsendet, togs om hand av församlingarna.  Fastigheterna kom dock till mitten/slutet av 1970-talet att registreras per socken, och många registrerande myndigheter som Riksantikvarieämbetet och museer har också fortsatt att registrera fynd per socken, utifrån ATA-koden, vilken definierar områden motsvarande utbredningen av socknar/församlingar kring 1950. Sammanslagning av kommunerna vid kommunreformerna 1952 och 1971 medförde att kommunerna kom att omfatta, bortsett från enstaka undantag, områden motsvarande flera socknar. 
Sammanslagning av församlingar skedde i långsammare takt. Ännu under 1990-talet hade de till största delen samma utsträckning som socknarna. Undantagen var främst i de stadsnära områdena, där tätortsutbredning medfört både sammanslagningar av församlingar och bildandet av nya. Skillnader mellan socken och församlingsutbredningen fanns vid millennieskiftet i cirka 15 procent av församlingarna där huvuddelen av avvikelserna redan fanns i indelningen enligt ATA-koden (1950-talets utbredning).

## Folkbokföring på kommun istället för på församling och de nya distrikten
Sedan 1600-talet skötte Svenska kyrkan folkbokföringen och folkbokföringen skedde per svenska kyrkans församlingar. Vid kommunreformen i Sverige 1971 blev kommunerna bas för folkbokföringen, men församlingarna kvarstod som rapporteringsenhet för befolkningen. Den 1 juli 1991 övertog Riksskatteverket ansvaret för folkbokföringen från svenska kyrkan, men kyrkans församlingsindelning kvarstod även därefter som rapporteringsenhet för befolkningen och även efter att kyrka och stat skilts åt vid årsskiftet 1999/2000. Svenska kyrkan har efter denna skilsmässa genomfört omfattande församlingssammanslagningar vilket gjort att församlingarnas lämplighet som rapporteringsenheter minskat. Å andra sidan skapades dock några nya församlingar genom utbrytningar (Ljungby Maria församling i Ljungby kommun 2002, Gottfridsbergs församling i Linköpings kommun 2006 samt Dalabergs församling i Uddevalla kommun, Furulunds församling i Partille kommun och Kullaviks församling i Kungsbacka kommun 2015, sista året före inrättning av distrikt). Den 1 januari 2016 upphörde församling som en indelning för rapportering av befolkningsinformation.
Lantmäteriet hade också övergått från församlingsbaserad till kommunbaserad lagring i Fastighetsregistret. Det innebar att gårdsnamn som det fanns flera av i samma kommun (men en per församling) fick ges otympliga eller nya namn i registret. För att tillmötesgå önskemål från hembygdsrörelsen, släktforskare och akademiska forskare om att kunna följa långa historiska skeenden, så fattade riksdagen beslut att inrätta distrikt, som nära motsvarar församlingsindelningen vid tidpunkten för skilsmässan mellan kyrka och stat.
Efter lång beredning beslutade riksdagen den 29 maj 2013 om en förändring från och med 1 januari 2016, då distrikt skulle införas. Lantmäteriet och Riksantikvarieämbetet fick i uppdrag att till regeringen ge förslag på namn och utbredning av distrikten. Regeringen fattade sedan 17 juni 2015 beslut om en förordning, publicerad i svensk författningssamling.

## Distriktens omfattning
Distrikten har den utbredning som motsvarande församling hade vid årsskiftet 1999/2000, med undantag för viss justering av enklav/exklav tillhörighet.
Justeringarna, som berör ett hundratal distrikt, innebär att enklaver/exklaver som uppfyller följande kriterier inkluderas i omgärdande distrikt:
- Enklaven/exklaven utgör max fem procent av församlingens totala areal
- Enklaven/exklaven innehåller inte en kyrka
- Enklaven/exklaven har fem eller färre folkbokförda inom ytan år 2014

Endast 26 distrikt täcker en hel kommun. Kommunen med det största antalet distrikt är Gotlands kommun med 92 och på fastlandet Falköpings kommun med 45 distrikt. Som en jämförelse fanns totalt 63 församlingar som täckte en hel kommun vid årsskiftet 2015-16 när församlingarna upphörde att vara en statlig uppdelning (dessutom omfattar Forshaga-Munkfors församling två hela kommuner, Forshaga och Munkfors kommuner). I 46 kommuner som hade mer än en församling var antalet församlingar oförändrat mellan 1999 och 2015 och det ökade i bara en kommun, Partille kommun.

## Ansvar och användning
Lantmäteriet ansvarar för att hålla informationen om distriktsindelningen tillgänglig, inklusive dess geografiska gränser. Dessutom ansvarar lantmäteriet för att koppla belägenhetsadresserna i lägenhetsregistret till rätt distrikt. Lantmäteriet vidarebefordrar sedan denna koppling till Skatteverket tillsammans med de rent fastighetsanknutna uppgifterna avseende län och kommun.
Skatteverket och SCB kan sedan efter behov redovisa befolkning och fastigheter per distrikt.

## Kodsättning av distrikten
Varje distrikt har av SCB tilldelats en kod bestående av sex siffror. Den första siffran är i intervallet 1–3 och anger landsdel (Götaland, Svealand, Norrland). Andra och tredje siffran utgörs av en kod 01–25 som anger landskap med numrering från sydväst till nordost enligt nedanstående tabell. De tre sista utgörs av ett löpnummer (001–453) inom landskapet.
| Koder för landskap | Koder för landskap                                                         | Koder för landskap |
| --- | -------------------------------------------------------------------------- | ------------------ |
| \| Kod \| Landskap \| \| --- \| ------------- \| \| 01 \| Skåne \| \| 02 \| Blekinge \| \| 03 \| Öland \| \| 04 \| Halland \| \| 05 \| Småland \| \| 06 \| Gotland \| \| 07 \| Västergötland \| \| 08 \| Östergötland \| \| 09 \| Bohuslän \| \| 10 \| Dalsland \| \| 11 \| Närke \| \| 12 \| Södermanland \| \| 13 \| Värmland \| \| 14 \| Västmanland \| \| 15 \| Uppland \| \| 16 \| Gästrikland \| \| 17 \| Dalarna \| \| 18 \| Hälsingland \| \| 19 \| Härjedalen \| \| 20 \| Medelpad \| \| 21 \| Ångermanland \| \| 22 \| Jämtland \| \| 23 \| Västerbotten \| \| 24 \| Lappland \| \| 25 \| Norrbotten \| | 01 02 03 04 05 06 07 08 09 10 11 12 13 14 15 16 17 18 19 20 21 22 23 24 25 |                    |
| Kod | Landskap                                                                   |                    |
| 01 | Skåne                                                                      |                    |
| 02 | Blekinge                                                                   |                    |
| 03 | Öland                                                                      |                    |
| 04 | Halland                                                                    |                    |
| 05 | Småland                                                                    |                    |
| 06 | Gotland                                                                    |                    |
| 07 | Västergötland                                                              |                    |
| 08 | Östergötland                                                               |                    |
| 09 | Bohuslän                                                                   |                    |
| 10 | Dalsland                                                                   |                    |
| 11 | Närke                                                                      |                    |
| 12 | Södermanland                                                               |                    |
| 13 | Värmland                                                                   |                    |
| 14 | Västmanland                                                                |                    |
| 15 | Uppland                                                                    |                    |
| 16 | Gästrikland                                                                |                    |
| 17 | Dalarna                                                                    |                    |
| 18 | Hälsingland                                                                |                    |
| 19 | Härjedalen                                                                 |                    |
| 20 | Medelpad                                                                   |                    |
| 21 | Ångermanland                                                               |                    |
| 22 | Jämtland                                                                   |                    |
| 23 | Västerbotten                                                               |                    |
| 24 | Lappland                                                                   |                    |
| 25 | Norrbotten                                                                 |                    |